# Марина кула
Марина кула је тврђава у Србији која се налази на узвишењу изнад ушћа Косанице у Топлицу, 2 km источно од Куршумлије код села Кастрата.
Подигла ју је средином 15. века (1451–1457) султанија Мара Бранковић, када јој је султан Мехмед II доделио на управу Топлицу и Дубочицу. На основу архитектонских остатака као и познатих историјских података, сматра се да град представља веома значајан споменик из епохе Бранковића. На локалитету нису вршена археолошка истраживања и конзерваторски радови, а он се данас налази под заштитом Републике Србије као споменик културе од великог значаја.
На највишем врху шумовитог и тешко приступачног брда налазе се остаци Горњег Града, неправилне четвороугаоне основе. Његов најбоље очувани део представља северни бедем који је опстао у дужини од око 20 m. Он је окренут ка ушћу у подножју брда и био је додатно заштићен сувим шанцем. Поред њега, у југоисточном делу се виде остаци цркве чија се површина процењује на око 40m² и рушевине донжон куле. На обронцима источно од Горњег Града назиру се темељи једне куле, док се на северној падини налазе остаци неколико грађевина.
У северном подножју брда, поред Косанице, постоје темељи цркве познате као Латинска црква.
Дивљи археолози су прекопали и оштетили овај локалитет.